# Gamopleura
Gamopleura is een geslacht van uitgestorven weekdieren uit de klasse van de Gastropoda (slakken).

## Soort
- Gamopleura maxwelli Grebneff, A. W. Janssen & Lee, 2011 †